# جامعة تونس الافتراضية

شعار جامعة تونس الافتراضية

جامعة تونس الافتراضية، أحدثت بمقتضى الأمر عدد 112 لسنة 2002 المؤرخ في 28 جانفي 2002، في إطار سياسة تعصير التعليم العالي وتجديده وانفتاحه أمام كلّ التّونسيين، وذلك بإحداث بيداغوجيا رقميّة حديثة لتحقيق مشروع التكوين المفتوح والتعلّم عن بعد.
عنوانها: 14، نهج يحيى بن عمر، 1002 ميتيال فيل، تونس.

## أهدافها
تعمل جامعة تونس الافتراضية على تحقيق الأهداف التالية:
- تأمين وتعميم التكوين عن بعد
- توحيد المبادرات المتعلقة بالتكنولوجيات الحديثة وخلق بيداغوجيا رقمية
- تيسير ظهور ثقافة تكوين مستمر في محيط قائم على العلوم والتجديد
- الاستجابة إلى التحديات المتمثلة في تزايد عدد الطلبة من خلال القيام بعملية تخفيف تدريجي بالشعب ذات الأولوية في مؤسسات التكوين الحضوري حتى تبلغ نسبة 20% من محتوى الدروس،
- دعم تساوي الحظوظ في مجال التعليم العالي ومقاومة الاقصاء على أن يشمل هذا التكوين أكبر عدد من الجمهور المستهدف خارج دائرة الطلبة العاديين.

## مهامها
- القيام بتنظيم عمليات التكوين عن بعد والتصرف فيها وتطويرها
- تأطير المدرسين والمكونين في مجال إعداد وصناعة محتوى الدروس والقيام بمختلف الأنشطة على الخط،
- تأمين تكوين المدرّسين والإداريين حول منظومة التكوين عن بعد
- تنظيم وتطوير دورات التكوين المستمر ومدى الحياة والمشاركة في برامج التجديد البيداغوجي.

### مواضيع ذات علاقة
- جامعات تونس.

## وصلات خارجية
- الموقع الرسمي لجامعة تونس الافتراضية.